# Almena (Kansas)
Almena è un comune degli Stati Uniti d'America, situato nello Stato del Kansas, nella Contea di Norton.